# Tadeusz Manteuffel
Tadeusz Manteuffel, vlastním jménem Tadeusz Manteuffel-Szoege, Taddaeus Julius Joseph von Manteuffel (5. března 1902 v Rzeżyci – 22. září 1970), byl polský historik, medievista, voják Zemské armády, zakladatel a první ředitel Ústavu dějin Polské akademie věd, v letech 1950–1953 předseda Polské historické společnosti.

## Životopis
Studoval na varšavském gymnáziu (nyní 18. všeobecně vzdělávací lyceum Jana Zamojského), poté na gymnáziu Polské matky v Petrohradě, nakonec na Zamojského gymnáziu, kde roku 1919 maturoval. Nastoupil do Národní stráže (ustavované četnictvo), kde plnil strážní službu v bráně elektrárny na varšavské ulici Foksal a v tramvajové vozovně na Pulavské. Ještě v roce 1919 zahájil studium na Varšavské univerzitě. Od července do listopadu 1920 odsloužil dobrovolnou vojnu. Bojoval během polsko-sovětské války a při obraně Varšavy přišel o pravou ruku.

## Historik
Na univerzitě studoval historii do roku 1924. Od října 1921 pracoval v Archivu národní osvěty a v letech 1924 až 1926 odjel na zahraniční vědecká stipendia do Francie, Anglie a do Itálie. Roku 1925 vyšla jeho první medievistická práce Unifikační politika Chlotara II. (Polityka unifikacyjna Chlotara II) a v roce 1926 vydal Franckou expanzi na území Itálie v 6. a 7. století (Ekspansję frankońską na terenie Włoch w VI i VII w.).
Roku 1931 vydal habilitační práci Teorie feudálního zřízení podle Consuetudines Feudorum XII-XIII (Teoria ustroju feudalnego według Consuetudines Feudorum XII-XIII) získal univerzitní hodnost docenta. V listopadu 1939 začal pracovat v Archivu nových akt a v roce 1940 vstoupil do Svazu ozbrojeného boje, jenž se později změnil na Zemskou armádu. Byl spolupracovníkem Úřadu informace a propagandy, zastával mj. funkci zástupce redaktora Polských zpráv (Wiadomości Polskie). V září 1945 se stal mimořádným profesorem na katedře obecné historie středověku a vedoucím Ústavu dějin varšavské univerzity. Dále byl děkanem a rektorem této univerzity. 11. května 1945 obnovil činnost Sdružení přátel historie (Towarzystwo Miłośników Historii). V roce 1951 spoluorganizoval I. kongres polské vědy, na němž byl spoluredaktorem referátu Žanny Kormanovové, která jménem celého vědeckého společenství deklarovala připravenost vědců, aby historická věda hrála významnou roli v celkovém plánu ideologické ofenzívy socializmu w Polsku. Pak se stal ředitelem Ústavu dejin Polské akademie věd, kterým zůstal až do roku 1970. Věnoval se katolickým řádům v 11. a 12. století a původu středověkých herezí.
Také působil jako poradce při výrobě polských historických filmů.
V roce 1954 byl vyznamenán Křížem Řádu obnovení Polska „za vynikající zásluhy v oblasti vědy” a v roce 1951 mu prezident Bolesław Bierut udělil Řád praporu práce 2. třídy.
Jeho bratry byli Leon Manteuffel-Szoege a Edward Manteuffel-Szoege.

## Pocty
- Ulice Tadeusze Manteuffla ve Varšavě – Goclavu

## Publikace
- Papiestwo i cystersi ze szczególnym uwzględnieniem ich roli w Polsce na przełomie XII i XIII w. (1955)
- Średniowiecze powszechne : do schyłku XV wieku : próba syntezy (1958)
- Narodziny herezji : wyznawcy dobrowolnego ubóstwa w średniowieczu (1963)
- L'Europe aux IXe-XIe siècles : aux origines des états nationaux (1968)